# Bavayia ornata
Bavayia ornata är en ödleart som beskrevs av  Roux 1913. Bavayia ornata ingår i släktet Bavayia och familjen geckoödlor. IUCN kategoriserar arten globalt som starkt hotad. Inga underarter finns listade.